# Sematophyllum fluminicola
Sematophyllum fluminicola är en bladmossart som beskrevs av William Russell Buck 1998. Sematophyllum fluminicola ingår i släktet Sematophyllum och familjen Sematophyllaceae. Inga underarter finns listade i Catalogue of Life.